# David Zdrilic
David Allen Zdrilic (* 13. April 1974 in Sydney; kroatische Schreibweise: David Zdrilić, [ˈzdrilitɕ]) ist ein australischer Fußballspieler und -trainer kroatischer Abstammung. Seit Sommer 2017 trainiert er als Co-Trainer die U17 von RB Leipzig.

## Werdegang

### Verein
Zdrilic spielte mehrere Jahre in der 1. Bundesliga und in der 2. Bundesliga. Nachdem er von 1993 bis 1997 noch bei Sydney United gespielt hatte, wechselte der Stürmer nach Europa zum FC Aarau, von wo er nach nur einer Saison nach Deutschland zum damaligen Zweitligisten SSV Ulm 1846 wechselte, für den er in der ersten Saison in 33 Spielen zwölf Tore schoss und mit dem er in die Erste Bundesliga aufstieg. In der ersten Liga bestritt er für Ulm 22 Spiele und erzielte sechs Tore. Damit war er hinter dem Niederländer Hans van de Haar (zehn Tore) der zweiterfolgreichste Torschütze der Mannschaft. Nachdem der SSV Ulm nach einer Saison wieder abstiegen war, wechselte Zdrilic zur SpVgg Unterhaching, für die er in der Bundesliga in 16 Spielen einen Treffer erzielte. Nachdem der Verein 2001 aus der 1. Bundesliga abgestiegen war, spielte Zdrilic in der folgenden Saison noch siebenmal in der 2. Bundesliga.
2002 wechselte er nach England zum FC Walsall, 2003 nach Schottland zum FC Aberdeen. Im Sommer 2004 kehrte Zdrilic nach Deutschland zum Zweitligisten Eintracht Trier zurück. Er bestritt für den Verein elf Spiele (kein Tor) und ging aus privaten Gründen im folgenden Winter zurück nach Australien. Dort unterschrieb er beim Sydney FC in der A-League. Nachdem sein Vertrag beim Anfang 2009 ausgelaufen war, schloss er sich wieder Sydney United an, für die er schon von 1993 bis 1997 aktiv gewesen war. Nach nur einem Jahr, in denen er in 33 Partien noch einmal neun Tore schoss, beendete er 2010 dort seine aktive Karriere.

### Nationalmannschaft
Zdrilic bestritt 1997 sein erstes Länderspiel für Australien gegen Neuseeland.
Insgesamt bestritt er 30 Länderspiele, in denen er 20 Tore schoss, darunter acht Tore beim 31:0 gegen Amerikanisch-Samoa am 11. April 2001. 2000 und 2004 wurde Zdrilic mit der Mannschaft Ozeanienmeister. Seit 2013 gehört er zur Beachsoccer-Nationalmannschaft Australiens.

### Trainer
Bereits kurz nach seinem Karriereende 2010 übernahm er für einige Monate das Traineramt bei seinem letzten Verein Sydney United. Von 2015 bis 2017 trainierte er die U20 des Sydney FC. Im Sommer 2017 wechselte er nach Deutschland und wurde Co-Trainer bei der U17 von RB Leipzig.

## Erfolge

### Als Spieler
Sydney FC
- Meisterschaft: 2005/06[5]
- OFC Champions Cup: 2005

Nationalmannschaft
- Ozeanienmeister: 2000, 2004

## TV-Karriere
Zwischen seiner aktiven Zeit als Spieler und dem Wechsel nach Deutschland als Trainer 2017 war Zdrilic beim australischen TV-Sender SBS als Kommentator, Co-Moderator und Experte tätig. So unterstützte er das Senderteam wöchentlich bei den Ligaspielen sowie bei den Übertragungen der Fußball-Weltmeisterschaft 2014. Zudem arbeitete er für Sportsendungen des Privatsenders Nine Network. Für seine Tätigkeit im Rahmen der Weltmeisterschaft 2014 erhielt er 2015 den Logie Award for Most Outstanding Sports Coverage.